# Pitiegua (kommunhuvudort)
Pitiegua är en kommunhuvudort i Spanien. Den ligger i provinsen Provincia de Salamanca och regionen Kastilien och Leon, i den centrala delen av landet, 160 km väster om huvudstaden Madrid. Pitiegua ligger 847 meter över havet och antalet invånare är 233.
Terrängen runt Pitiegua är platt, och sluttar norrut. Runt Pitiegua är det glesbefolkat, med 12 invånare per kvadratkilometer. Närmaste större samhälle är Salamanca, 19,5 km sydväst om Pitiegua. Trakten runt Pitiegua består till största delen av jordbruksmark.